# Amphisbaena mensae
Espèce
Amphisbaena mensae est une espèce d'amphisbènes de la famille des Amphisbaenidae.

## Répartition
Cette espèce est endémique du Brésil. Elle se rencontre au Goiás et dans le district fédéral.

## Publication originale
- Castro, 2000 : A new species of Amphisbaena from Central Brazil (Squamata: Amphisbaenidae). Papéis Avulsos de Zoologia, vol. 41, n. 916, p. 243-246.